# Empress of Canada
El SS Duchess of Richmond fue un transatlántico construido en 1928 para Canadian Pacific Steamships por John Brown & Company en Clydebank, Escocia. En 1947 fue rebautizado como SS Empress of Canada.

## Accidente

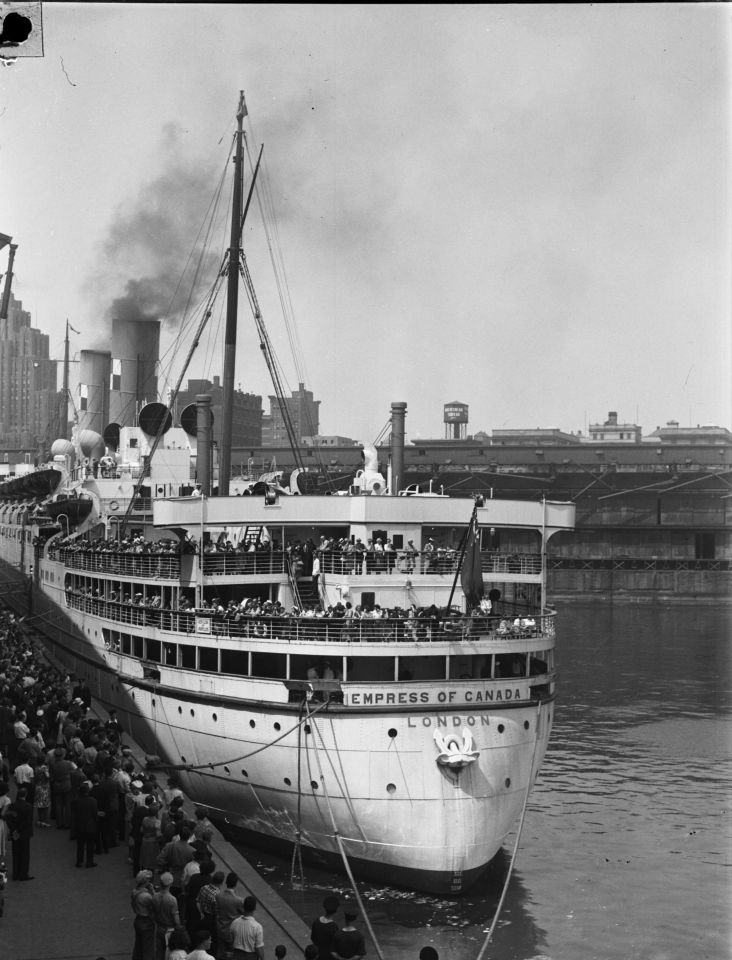
Empress of Canada en Montreal en 1947.

El 25 de enero de 1953, el Empress of Canada se incendió y se escoró contra el muro del muelle de Gladstone, Liverpool. Volvió a flotar después de ser enderezado por parbuckling, la primavera siguiente fue llevado a La Spezia, Italia, donde fue desguazado. La dificultad de su recuperación se ha comparado con la del transatlántico SS Normandie en el puerto de Nueva York en 1942 y el acorazado de la Armada de los Estados Unidos USS Oklahoma en Pearl Harbor en 1943.